# Superstrada S10
La superstrada S10 è una superstrada polacca che attraversa il Paese da ovest a est, da Stettino a Płońsk. Fa parte della strada europea E28.